# Fiat iustitia, et pereat mundus

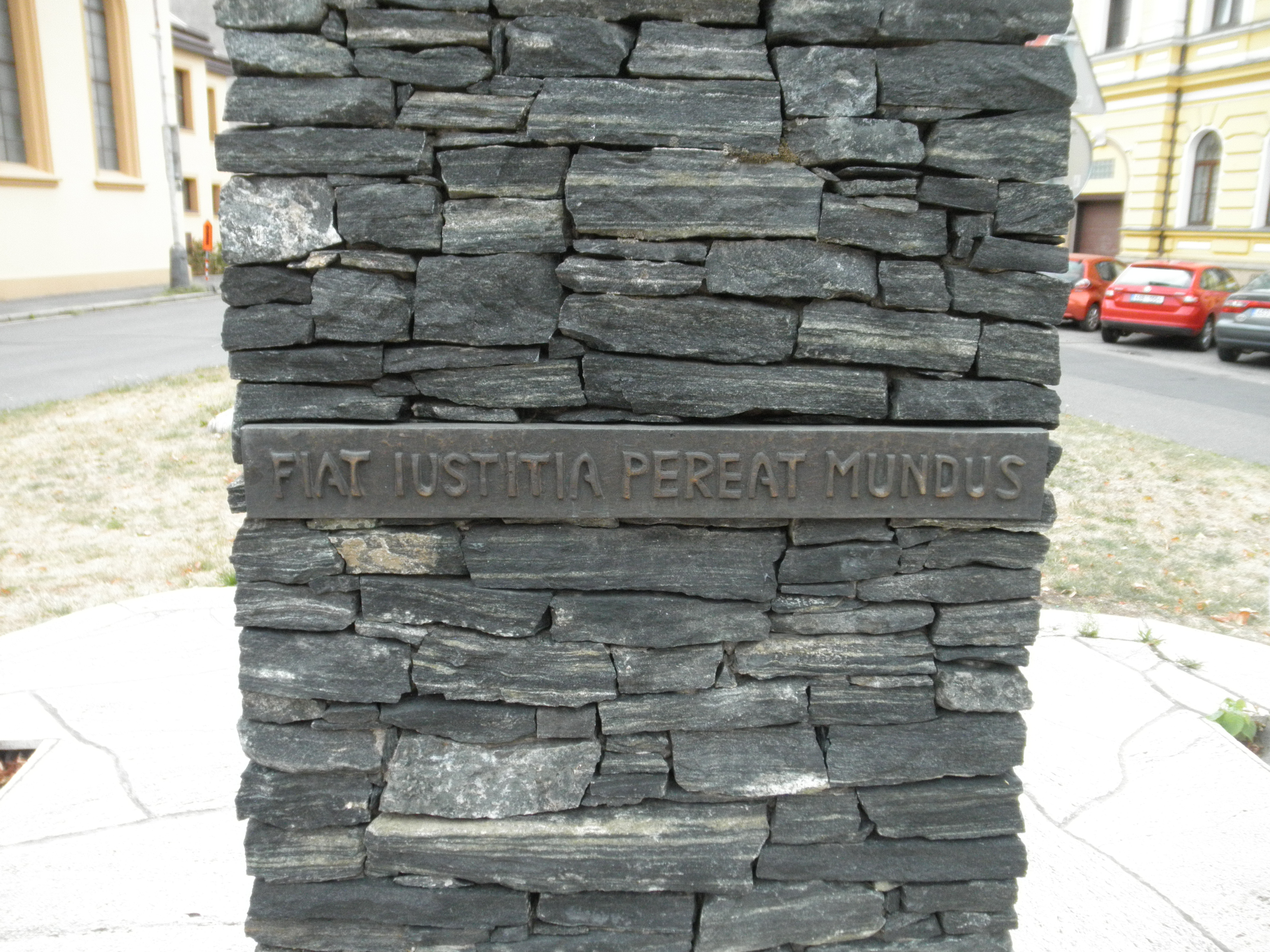
Inscripción Fiat iustitia pereat mundus en la escultura La balanza de la justicia en Kolín hecha por Ivan Erben en el 2001.

Fiat iustitia, et pereat mundus es una máxima latina que significa «hágase justicia, aunque el mundo perezca».

## Significado
Posee varias interpretaciones y significados. Por un lado, puede ser una afirmación de que la justicia debe hacerse siempre, para evitar un mal mayor. Sin embargo, también implica el mandato de que la justicia debe realizarse siempre, sea cual sea el precio que ello conlleve.
Otra interpretación, más ajustada a contextos, le da el significado de que, en caso de que haya complicaciones legislativas que dificulten saber cómo obrar, al final de lo que se trata es de hacer justicia.

## Historia
Parece que la frase «fiat iustitia et pereat mundus» es una variación de un apotegma anterior de Lucio Calpurnio Pisón Cesonino, «fiat iustitia, ruat caelum» que significa «hágase justicia, aunque caiga el cielo».
La frase fue utilizada como lema por Fernando I, emperador del Sacro Imperio Romano Germánico, aunque probablemente se originó en 1563 con la publicación del libro Loci communes de Johannes Jacobus Manlius. También se atribuye su autoría a Cayo Casio Longino, uno de los asesinos de Julio César.
El filósofo alemán Hegel derivó la sentencia en «fiat iustitia ne pereat mundus», es decir, «hágase justicia para que el mundo no perezca», a fin de armonizar la justicia con el mundo.